# Strana demokratické akce
Strana demokratické akce (bosensky Stranka demokratske akcije; zkr. SDA) je bosňácká nacionalistická, konzervativní politická strana v Bosně a Hercegovině.

## Historie
Strana demokratické akce (SDA) vznikla 26. května 1990 v Sarajevu jako „strana muslimského kulturně-historického okruhu“. Byla to realizace myšlenky Aliji Izetbegoviće o islámské náboženské a národní straně v Bosně a Hercegovině. Na založení strany se podílelo mnoho členů Islámského společenství Bosny a Hercegoviny včetně imámů. Alija Izetbegović, který byl zvolen jejím předsedou, se snažil vyřešit spory mezi muslimskými nacionalistickými islamisty vedenými Omerem Behmenem a levicovými muslimy vedenými Adilem Zulfikarpašićem. Strana má své kořeny ve staré jugoslávské muslimské organizaci, konzervativní muslimské straně v Království Jugoslávie. Jugoslávská muslimská organizace byla nástupcem Muslimské národní organizace (Muslimanska Narodna Organizacija), konzervativní muslimské strany založené v roce 1906 za Rakouska-Uherska. Muslimská národní organizace byla sama nástupcem konzervativního muslimského „Hnutí za waqf a vzdělávací autonomii“ (Pokret za vakufsko-mearifsku autonomiju), které sahá až do roku 1887.
SDA dosáhla značného úspěchu ve volbách po rozpadu Jugoslávie na počátku 90. let. Založila plátek Ljiljan. Strana zůstává nejsilnější politickou stranou mezi bosenským obyvatelstvem v Bosně a Hercegovině.
V listopadu 2000 byla strana poražena Sociálně demokratickou stranou a dalšími stranami shromážděnými do „Aliance pro změnu“ a poprvé od svého vzniku se ocitla v opozici. Po všeobecných volbách v roce 2022 SDA se opět stala nejsilnější stranou v Bosně a Hercegovině.
Strana má pobočky ve Slovinsku, Kosovu, Severní Makedonii, Chorvatsku a v srbském regionu Sandžak. Jedním z cílů strany mimo Bosnu a Hercegovinu je zastupovat a hájit zájmy Bosňáků a dalších muslimských Jihoslovanů v celém balkánském regionu. V Černé Hoře se SDA sloučila s menšími bosenskými a slovanskými muslimskými stranami a vytvořila bosňáckou stranu.
Strana je pozorovatelským členem Evropské lidové strany (EPP).